# Байчичак, Мартин
Мартин Байчичак (словац. Martin Bajčičák; род. 12 июня 1976 года, Долны Кубин) — словацкий лыжник, участник четырёх Олимпийских игр, победитель этапа Кубка мира. Специалист дистанционных гонок. 
В Кубке мира Байчичак дебютировал в 1995 году, в феврале 2005 года одержал свою первую, и пока единственную победу на этапе Кубка мира. Кроме победы на сегодняшний день имеет на своём счету 1 попадание в тройку лучших на этапах Кубка мира. Лучшим достижением Байчичака в общем итоговом зачёте Кубка мира является 16-е место в сезоне 2004-05.
На Олимпиаде-1998 в Нагано занял 28-е место в гонке на 30 км классикой, 67-е место в гонке на 10 км классикой, 38-е место в гонке преследования и 11-е место в эстафете, кроме того стартовал в гонке на 50 км, но сошёл с дистанции.
На Олимпиаде-2002 в Солт-Лейк-Сити стартовал в четырёх гонках: масс-старт 30 км - 32-е место, 15 км классикой - 24-е место, гонка преследования - 50-е место, 50 км классикой - 12-е место.
На Олимпиаде-2006 в Турине стал 8-м в дуатлоне 15+15 км, 8-м в командном спринте, 28-м в гонке на 15 км классикой и 14-м в масс-старте на 50 км.
На Олимпиаде-2010 в Ванкувере показал следующие результаты: эстафета - 12-е место, 15 км коньком - 23-е место, дуатлон 15+15 км - 25-е место, масс-старт 50 км - не финишировал.
За свою карьеру принимал участие в семи чемпионатах мира, лучший результат 4-е место в дуатлоне на чемпионате-2005 в Оберстдорфе.
Использует лыжи производства фирмы Fischer.